# Итин, Вивиан Азарьевич
Вивиа́н Аза́рьевич И́тин (26 декабря 1893  [7 января 1894], Уфа, Башкирская АССР, РСФСР, Российская империя — не позднее 22 октября 1938 или 1938, Новосибирск, СССР) — русский советский писатель и общественный деятель, очеркист, редактор, поэт, автор утопического романа «Страна Гонгури».

## Биография
Вивиан Итин родился 26 декабря 1893 года (7 января 1894) в православной семье в Уфе. В 1912 году с отличием окончил реальное училище, после чего уехал в Петербург и поступил учиться в Психоневрологический институт. В 1913 году перевёлся на юридический факультет Петербургского (затем Петроградского) университета. Примерно в это же время он начинает писать стихи. В доме одного из профессоров университета М. А. Рейснера познакомился с его дочерью Ларисой Рейснер, которая в 1917 году передала в журнал Максима Горького «Летопись» первый написанный Итиным фантастический рассказ «Открытие Риэля». Горький отнёсся к рассказу доброжелательно, однако его журнал закрылся, и текст остался неопубликованным.
Зимой 1917 года наркомат юстиции, в котором работал Итин, был переведён из Петрограда в Москву, что вынудило его и Ларису Рейснер расстаться. Летом 1918 года Итин поехал в Уфу повидаться с родными и не смог вернуться из-за восстания белочехов. Итин устроился переводчиком в американскую миссию Красного Креста и отправился с сотрудниками миссии в Сибирь. Оказавшись в районе боевых действий, бросил американцев и прибился к частям Красной Армии, вскоре став, благодаря незаконченному юридическому образованию, членом революционного трибунала. Воевал в партизанских отрядах.
После освобождения Сибири работал с 1920 года заведующим отделом юстиции в Красноярске и редактировал литературную страничку в газете «Красноярский рабочий». Тогда же он женился на Агриппине Ивановне Чириковой. Затем Итин был переведён в Канск, где был одновременно заведующим отделами агитации и пропаганды, политического просвещения, местного отдела РОСТа, редактором газеты и председателем товарищеского дисциплинарного суда. В это же время получил из Петрограда чудом сохранившуюся рукопись «Открытия Риэля» и переработал её в утопический роман «Страна Гонгури». Книгу он издал по собственной инициативе в типографии газеты «Канский крестьянин» в 1922 году. Поскольку эта книга опубликована на несколько месяцев раньше «Аэлиты» Алексея Толстого, она может считаться первым изданием советского научно-фантастического романа. Впоследствии роман неоднократно переиздавался (в том числе — в новой авторской редакции 1927 года).
В 1922 году в журнале «Сибирские огни» в рецензии на сборник стихов Николая Гумилёва он писал: «Значение Гумилёва и его влияние на современников огромно. Его смерть и для революционной России останется глубокой трагедией. И никто, надеюсь, не повторит вслед за поэтом: „Как всё это просто, хорошо и совсем не больно“…»
В 1923 году Вивиан Итин перебрался в Новониколаевск (сейчас — Новосибирск). Издаёт книгу стихов «Солнце сердца», антивоенную повесть «Урамбо» (1923), повесть об авиаторах «Каан-Кэрэдэ» (1926). В 1926 году на первом Сибирском съезде писателей Итина избрали секретарём правления. Летом того же года он участвовал в гидрографической экспедиции по обследованию Гыданского залива, в 1929 году — в Карской экспедиции. В 1931 году выступил с докладом «Северный морской путь» на Первом Восточно-Сибирском научно-исследовательском съезде в Иркутске. Участвовал в морском колымском рейсе на судне «Лейтенант Шмидт» (1934), от устья Колымы вернулся в Новосибирск сухопутным путём на собаках и оленях. По материалам своих путешествий написал книги «Восточный вариант», «Морские пути северной Арктики», «Колебания ледовитости арктических морей СССР», «Выход к морю» и другие. По рассказам полярников написал повесть «Белый кит».
В 1934 году он стал ответственным редактором журнала «Сибирские огни», председателем правления Западно-Сибирского объединения писателей, был делегатом Первого съезда Союза писателей. В журнале «Сибирские огни» печатаются главы его незаконченного романа «Конец страха».
30 апреля 1938 года Итин был арестован по обвинению в шпионаже в пользу Японии. Постановлением «тройки» УНКВД Новосибирской области он был 17 октября приговорён к расстрелу. 22 октября приговор был приведён в исполнение. Место захоронения неизвестно.
11 сентября 1956 года Вивиан Итин был посмертно реабилитирован с формулировкой «за отсутствием состава преступления».
В 1966 году в «Краткой литературной энциклопедии» (том 3) приводилась ложная дата его смерти — 14 декабря 1945 года.

## Семья
- Первая жена — Агриппина Итина (1896—1975) Развод — 11 июня 1929 года.
- Вторая жена — Ольга Ананьевна Шереметинская (1908—1953)
- Дочь — Гонгури Вивиановна Итина (1921—1922)
- Сын — Солнце Вивианович Итин (27.11.1924 — 01.1925)
- Вторая дочь — Лариса Вивиановна Итина (июнь 1926, Новосибирск — 2015), жила в США.
- Дочь от второго брака — Наталья Вивиановна Шереметинская (1930—2016), жила и похоронена в Новосибирске.